# Bandeira da Baixa Califórnia do Sul
A bandeira da Baixa Califórnia do Sul é um dos símbolos oficiais do estado de Baixa Califórnia do Sul, uma subdivisão do México. Seu uso foi aprovado em 31 de dezembro de 2017, durante a gestão do então congreso do estado, com a aprovação de um júri designado para o caso.

## Desenho e simbolismo

### Descrição
Seu desenho consiste no campo branco de proporção largura-comprimento de 4:7 no meio o brasão de armas do estado de Baixa Califórnia do Sul.